# The Cleansing
Albums de Suicide Silence
Suicide Silence EP
(2005) No Time To Bleed
(2009)
The Cleansing est le premier véritable album studio du groupe de Deathcore Américain Suicide Silence. L'album est sorti le 18 septembre 2007 sous le label Century Media Records. L'album est également sorti sous format vinyle, dont le tirage a été limité à 2,000 exemplaires.
Le titre Revelations (Intro) contient une sample provenant du film Freddy contre Jason (Freddy vs. Jason).
Des vidéos ont été tournées pour les titres No Pity For A Coward, Unanswered, The Price of Beauty et Bludgeoned to Death. La vidéo du titre The Price of Beauty a été bannie de la playlist de la chaine musicale MTV car ses paroles et la vidéo ont été jugées trop violentes et explicites.
L'album a atteint la 92e place au classement Billboard 200, en se vendant à plus de 7,250 exemplaires la semaine de sa sortie. Cette performance assez remarquable a fait de cet opus la deuxième meilleure vente d'un premier album de tous les artistes sous le label Century Media Records.

## Liste des morceaux
1. Revelations (intro) - 0:33
2. Unanswered - 2:15
3. Hands of a Killer - 4:14
4. The Price of Beauty - 2:45
5. The Fallen - 4:07
6. No Pity for a Coward - 3:14
7. The Disease - 4:22
8. Bludgeoned to Death - 2:34
9. Girl of Glass - 2:52
10. In a Photograph - 4:32
11. Eyes Sewn Shut - 2:58
12. Green Monster - 5:49
13. Destruction of a Statue - 3:44
14. A Dead Current (UK Edition Exclusive) - 3:38

## Personnel
Musiciens
- Mitch Lucker – chant
- Chris Garza – guitare rythmique
- Mark Heylmun – guitare lead
- Mike Bodkins – basse
- Alex Lopez – batterie

Production
- Produit par John Travis
- Mixé et masterisé par Tue Madsen aux Antfarm Studios
- Enregistré par Krissan Duwason et Richard Robinson aux King Size Soundlabs Studios
- Concept artistique, illustrations et design par Dave McKean